# Limoneta sirimoni
Limoneta sirimoni är en spindelart som först beskrevs av Robert Bosmans 1979.  Limoneta sirimoni ingår i släktet Limoneta och familjen täckvävarspindlar. Inga underarter finns listade i Catalogue of Life.